# Дюссельдорфское соглашение (1939)
Совместное заявление «Имперской промышленной группы» и «Федерации британской промышленности» («Дюссельдорфское соглашение») — соглашение, подписанное в Дюссельдорфе 15 марта 1939 года, которое оговаривало экономический раздел Европы между монополиями Германии и Англии.

## Предыстория
В 1930-е годы капиталистический мир находился в состоянии мирового экономического кризиса.
В это время британская промышленность столкнулась с усилившейся конкуренцией со стороны возрастающего германского экспорта. Немецкие товары серьёзно потеснили английские в Восточной Европе, и по мере насыщения рынков этого региона, немецкая торговля начала искать новые рынки, в том числе и в британских колониях. Британские промышленники видели два варианта защиты своих интересов — поднятие тарифов, обеспечивших им преимущество на внутренних рынках, или картельные соглашения с германскими конкурентами. По политическим причинам правительство отказывалось поднимать тарифы, опасаясь, что агрессивные экономические действия подорвут позицию Англии как нейтрального арбитра в Европе. В то же время переговоры между английскими и немецкими фирмами о снижении экономической конкуренции и разделе рынков шли медленно.
После мюнхенского договора правительство Чемберлена усилило давление на английские фирмы, для того чтобы заставить их интенсивнее искать экономическое сотрудничество с немецкими промышленниками. В ноябре 1938 года министерство торговли рекомендовало представителям Федерации британской промышленности (ФБП) провести совместную конференцию с Имперской промышленной группой (RI), чтобы подготовить почву для нового правительственного торгового договора. Германская сторона пыталась добиться снижения тарифов, но ФБП заявило, что большинство его членов против такого шага, и заинтересованы в переговорах только для устранения конкуренции на рынках третьих стран и создании картелей. Наконец было решено, что в декабре ФБП пошлет делегацию в Германию и начнет обсуждения с германским промышленным объединением.
В течение следующего времени, ФБП помог достичь картельного соглашения между Рейнско-Вестфальским угольным синдикатом[de] и Горнорудной ассоциацией Великобритании[en] о разграничении сфер интересов и единых ценах на уголь на рынках третьих стран, подписанного 28 января 1939 года. За соглашением последовало несколько встреч ФБП и представителей английского правительства с немецкими партнерами, на которых обсуждались перспективы экономического сотрудничества. Позитивные высказывания германского руководства заставили Чемберлена предположить, что политика умиротворения приносит плоды. Представители министерства торговли убеждали ФБП согласиться на встречу в Германии с целью выработки широкомасштабного соглашения, обещая в обмен, что если германская сторона не предложит достаточно выгодных условий, правительство согласится поднять тарифы. В этих условиях ФБП и Имперская промышленная группа договорились провести в марте 1939 года конференцию в Дюссельдорфе.
Английское правительство считало что тесное торговое сотрудничество будет экономическим дополнением к Мюнхенскому соглашению и станет очередным шагом к политическому сближению с Германией. Финансовой основой этой политики, как отмечают английские историки, было англо-германское платёжное соглашение[en], заключенное казначейством ещё в 1934 года: которое фактически предоставляло односторонний клиринг для Германии. Даже в английском посольстве в Берлине обратили внимание на тот факт, что такое «экономическое умиротворение» Германии способствует её вооружению. В конце 1938 — начале 1939 гг. коммерческий атташе в Берлине Маговэн представил два меморандума, в которых предлагал британскому правительству пересмотреть принципы платёжного соглашения 1934 г., чтобы положить конец «ситуации, когда мы сами усиливаем германские вооружения».
Накануне отъезда в Германию английские делегаты встретились с лордом-президентом Уолтером Ренсименом, который призвал их приложить максимум усилий для достижения соглашения. В конце встречи он заявил:

Джентльмены, судьба мира в Европе находится в ваших руках!
Оригинальный текст (англ.)Gentlemen, the peace of Europe is in your hands!

## Заключение соглашения
15 марта 1939 года, в день, когда Германия завершила ликвидацию чехословацкого государства, в Дюссельдорфе началась конференция между делегацией ФБП, возглавляемой У. Ларком, и представителями RI. На утреннем заседании был заметный прогресс по большинству вопросов, когда Гай Локок, директор ФБП, получил телефонный звонок из Лондона. Представитель министерства торговли сообщил ему, что немецкие войска вошли в Прагу, и в этих условиях британское правительство не может больше поддерживать соглашение. После небольшого совещания в английской делегации было решено, что политические трудности не должны мешать экономическому соглашению, и переговоры были продолжены.
Назавтра, 16 марта, представителями промышленности стран Англии и Германии было подписано картельное соглашение.. Проект соглашения был подготовлен английской делегацией. Совместное заявление провозглашало необходимость развития торговли между обеими странами.
Соглашение предусматривало «безусловную необходимость развития активной и взаимовыгодной экспортной торговли», ликвидацию «нездоровой конкуренции», а также государственную поддержку этих объединений и ряд других условий. Участники высказывались за расширение существующей системы соглашений между отраслями промышленности обоих государств, отмечая что такие переговоры уже ведутся между девятью промышленными группами.

## Последствия
Дюссельдорфское соглашение так и не вступило в силу, так как его участникам не удалось договориться по вопросам распределения капиталовложений и торговли в Центральной и Юго-Восточной Европе.